# Villa comunale di Portogruaro
La villa Comunale è un palazzo signorile di Portogruaro.

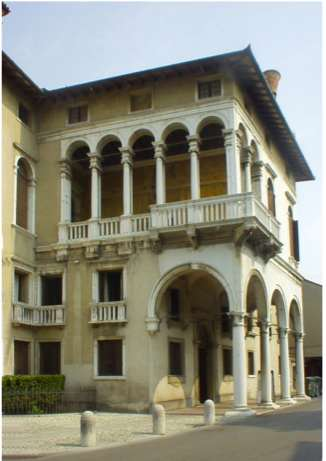

## Storia
L'edificio si trova in via del Seminario e fu realizzato su progetto di Guglielmo Bergamasco intorno al 1543 per conto della nobile famiglia della Frattina. L'edificio si distingue per il loggiato e il portico a doppia altezza, e per la sua autonomia rispetto al tessuto urbano caratterizzato dalle forme gotiche e dalla continuità dei portici; oggi il palazzo ospita gli uffici municipali.

## Il portico (storto) e il loggiato
Il portico è storto cioè le arcate interne non sono perpendicolari al fronte strada provocando la forma anomala delle colonne che hanno una base e un apice romboidali. 
Inoltre la loggia è collocata sul prospetto laterale anziché sul fronte stradale .
Bisogna comunque considerare che l'edificio fu ampliato intorno al 1920 con interventi che ne modificarono radicalmente la struttura e l'aspetto . 
Fu infatti eseguita la sopraelevazione, che provocò la scomparsa del cornicione e l'aggiunta di due finestre nella facciata del loggiato; per tale realizzazione le aperture furono riposizionate e quella del mezzanino fu collegata con la balaustra alla finestra adiacente. L'intervento alterò la simmetria della facciata modificando l'equilibrio prospettico.
Nel 1884 lo storico Caffi scrisse che il disassamento dell'edificio ricopiava in pianta il grafico araldico dei proprietari ; tale interpretazione sarà poi ripresa dai successivi trattatisti che così convalidarono una tesi ingannevole; la forma del portico e la posizione della loggia sono invece legate all'orientamento dell'edificio che sfrutta le particolarità del sito e della strada.

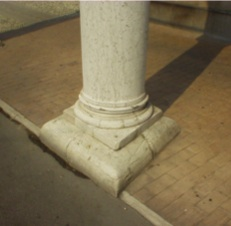
la base della colonna ha una strana forma romboidale

## La posizione (anomala) dell'edificio
L'edificio si colloca nel lato urbano alla destra del fiume e in uno dei pochi tratti viari in cui i portici sono assenti .
All'epoca in cui fu realizzato il palazzo, le attività commerciali erano ubicate a Est, cioè sul lato sinistro del Lemene dove avveniva lo scambio terra-acqua nel percorso delle merci verso il Friuli e il Nord-Europa e dove, oltre alla piazza e al Municipio, si trovavano i principali fondaci. Per raggiungere i luoghi del mercato coloro che percorrevano via del Seminario per attraversare il ponte di S. Andrea (gli altri ponti erano poco adatti al transito dei carri) passavano davanti alla Villa.
Il progettista sfruttò la curva della via per disporre l'edificio in posizione frontale rispetto al percorso stradale, con un espediente scenico in cui la loggia si può vedere da lontano; in tal modo il palazzo assume un ruolo dominante.
Il loggiato d'ispirazione classica, costituito da colonne e lesene di ordine dorico accostate tra loro, sostituisce la tipica polifora del palazzo gotico. La snellezza della struttura è accentuata dall'alto basamento e dalla trabeazione dei capitelli che alza l'arcata, con un esito che esprime robustezza ed eleganza.
Gli affreschi della loggia costituivano un forte richiamo visivo .
Se il prospetto laterale aveva una vista ampia su via del Seminario fino al palazzo Venanzio, il prospetto fronte strada era stretto dagli edifici antistanti; per tale ragione i proprietari Stuky nel 1920 fecero demolire il palazzo Bettoni (al suo posto oggi ci sono i giardinetti della banca) ampliando la vista verso il Lemene.

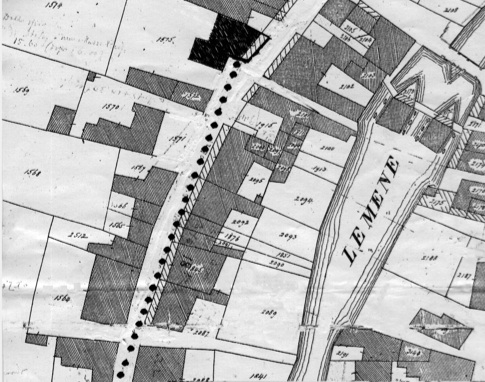
nella mappa del catasto austriaco si può verificare la visibilità della loggia lungo via Seminario

## La committenza e il Rinascimento
Nel 1500 veneziano l'architettura rinascimentale, detta "alla romana", caratterizzava gli edifici delle fazioni patrizie legate al clero e ai possedimenti fondiari, contrapposte a quelle legate ai valori Repubblicani che si riconoscevano nell'identità tipica veneziana originata dal commercio .
Sebbene nella Villa la caratterizzazione rinascimentale non risulti così importante come negli esempi veneziani , la famiglia della Frattina (le cui origini risalgono al 1042 e la cui presenza è testimoniata a Portogruaro fin dal 1265) costruì il palazzo in stile Rinascimentale per aderire ai nuovi canoni formali cattolici e mostrare la loro fedeltà alla Chiesa Romana.
Infatti i della Frattina avevano stretti legami con le istituzioni clericali:
nel 1527 furono loro assegnati alcuni feudi vescovili;
nel 1541 venne loro conferito il titolo di conti palatini da parte dell'imperatore Carlo V;
nel 1564 Antonio Grimani (nobile veneziano esponente del "partito clericale") intervenne per acquistare la Villa quando a Marquando della Frattina furono confiscati i beni.

## L'attribuzione e la datazione
Il primo documento che testimonia la presenza del palazzo (definito "imperfetto" per l'incompletezza dell'ala destra o più probabilmente per la sua asimmetria) è del 1566 .
L'attribuzione del progetto a Guglielmo dei Grigi (c.a 1480+1550), detto "il Bergamasco" non è suffragata da documenti ma fu fatta dallo storico Temanza nel 1778 . I dalla Frattina chiamarono pertanto a Portogruaro un maestro conosciuto ed esperto, che aveva lavorato in importanti cantieri, e che era in grado di dare lustro al loro nuovo status nobiliare .
La biografia del Bergamasco indica che fino al 1543, all'età di 63 anni, egli fu impegnato nella realizzazione della cappella Miani nell'isola di San Michele a Venezia. Considerando anche i tempi di costruzione dilatati nelle fabbriche che facevano largo uso d'elementi lapidei, si può affermare che l'edificazione della Villa iniziò nel 1543.
Il palazzo portogruarese coniugò lo spirito pragmatico della scuola lombardo-veneta, con i modelli rinascimentali tosco-romani che daranno vita all'architettura Manierista. Nella Villa il riferimento è ancora l'architettura veneziana del primo Cinquecento e l'asimmetria dei prospetti rivela l'agire pratico del proto (la dicitura "architetto" è d'epoca successiva) che asseconda il topos rispetto all'astratta ortogonalità suggerita della manualistica classica. 
Tra i tanti esempi di facciate "storte" realizzate negli stessi anni si può confrontare quella del Palazzo dei Camerlenghi che sorge ai piedi del ponte di Rialto a Venezia.
Il fatto che solo 20 anni dopo la sua nascita, l'asimmetria del palazzo sarà giudicata "imperfetta", rivela la rapida evoluzione del gusto; alle sperimentali contaminazioni del lessico veneziano con i modelli rinascimentali nella prima metà del secolo, subentrò il linguaggio "di maniera", che consentiva imperfezioni e ricercate disarmonie ma solo all'interno della regolarità dell'impianto.
Ancora oggi, nonostante le profonde trasformazioni subite, la Villa Comunale testimonia i legami storici di Portogruaro con Venezia e la complessità di un'epoca in cui la civiltà veneta era all'avanguardia nella cultura nell'arte e nelle scienze.

## Cronologia
- 1527: il vescovo Argentino assegna ai della Frattina alcuni feudi
- 1533: Marino Grimani è vescovo a Concordia
- 1537: la Repubblica di Venezia incarica Sansovino della realizzazione della Biblioteca Marciana
- 1537: epidemia di peste, a cui segue la grave carestia nel 1539
- 1541: anno di assegnazione di titoli da parte di Carlo V ai della Frattina
- 1543: viene terminata la cappella Miani nell'isola di San Michele, a cui il Bergamasco collabora con lo Scarpagnino dal 1527
- 1545: si apre il concilio di Trento; Giovanni Grimani è eletto vescovo di Concordia
- 1550: morte del Bergamasco
- 1566: testimonianza della presenza della Villa
- 1818-1893: scompaiono gli affreschi della loggia
- 1919-1923: lavori di ampliamento e modificazione dei prospetti della Villa